# Ateliers Jean Dagonet
Ateliers Jean Dagonet war ein französischer Hersteller von Automobilen.

## Unternehmensgeschichte
Jean Dagonet gründete 1950 das Unternehmen in Faverolles-et-Coëmy und begann 1952 mit der Produktion von Automobilen. Der Markenname lautete Dagonet. 1958 endete die Produktion.

## Fahrzeuge
Das Unternehmen stellte sportliche Fahrzeuge auf Basis des Citroën 2 CV her. Die viertürige Karosserie war um 18 cm niedriger. Das Modell wurde von Jahr zu Jahr weiterentwickelt. Auffallend an einigen Fahrzeugen war ein ovaler Kühlergrill. Manche Fahrzeuge wurden auch im Motorsport eingesetzt.
1956 wurde das Modell DF präsentiert. Dies war ein Coupé mit Kunststoffkarosserie auf der gleichen Basis. Dieses Modell ging allerdings nicht bei Dagonet in Serienproduktion, sondern bei UMAP.